# 高橋大海
高橋 大海（たかはし たいかい）は、日本の声楽家（バス）、指揮者、音楽教育者。

## 経歴
東京都立上野高等学校卒業。東京藝術大学卒業・同大学院修了。ドイツ・イタリア留学。
オペラのデビューは、1966年（昭和41年）二期会・都民劇場ワーグナー『タンホイザー』（原語初演）ラインマル。二期会、東京室内歌劇場、日生劇場等で活躍し、歌手としての出演は1996年（平成8年）日生劇場オネゲル『火刑台上のジャンヌ・ダルク』ドミニクまで約100作品にのぼる。一方、1980年代以降はスタッフ側につくことが多くなり、歌唱指導、制作、公演監督などを務め、そして1990年代からはオペラ指揮者として活動を開始し、2000年代以降は専らオペラ指揮者として活躍している。
オペラの他にも、大学在学中の1961年（昭和36年）に学内演奏会に出演したのを皮切りに、個人リサイタルの開催に重ねて取り組んでいる他、ソリストとして東京都交響楽団、読売日本交響楽団、大阪フィルハーモニー交響楽団、東京交響楽団、名古屋フィルハーモニー交響楽団、新日本フィルハーモニー交響楽団、京都市交響楽団、日本フィルハーモニー交響楽団等とのオーケストラとの共演も数多い。共演者も、小澤征爾やヨーヨーマなど、日本伝統音楽の素養を生かした演奏は比肩すべき者のない存在である。
アマチュアに対しても力を注ぎ、國學院大學フォイエル・コール混声合唱団、早稲田大学室内合唱団、合唱団鐘の音、KAY合唱団、横浜合唱協会、成城合唱団、東京アカデミー合唱団、青山学院大学グリーン・ハーモニー合唱団、浦和混声合唱団などの演奏会に出演している。
音楽教育者としては、お茶の水女子大学助教授、東京芸術大学・大学院博士課程教授、音楽学部長、音楽研究科長を歴任。数多くの門下生を育てており、著名な歌手としては、甲斐栄次郎、青戸知、小林沙羅、渡邉麻子、吉田浩之、高井治などがいる。2013年11月には聖徳大学において公開講座：声楽レッスン - 呼吸法を中心としたヴォイス・カウンセリング - にも取り組んでいる。また幼児教育用の教材編集などにも携わっている。
また、声明（しょうみょう）や仏教にも造詣が深く、公演活動も行っている。
2020年（令和2年）現在、東京芸術大学名誉教授、聖徳大学音楽学部演奏学科教授。NPO法人日本声楽家協会監事。日本声楽アカデミー会員。二期会会員。
東叡会（東京都立上野高等学校同窓会）元会長。

## 受賞歴
- 1973年度（昭和48年度）第1回ウィンナーワルド・オペラ賞（のちのジロー・オペラ賞）
- 1974年度（昭和49年度）第25回芸術選奨文部大臣新人賞[13]

## 楽界等活動
※2019年6月19日現在
- 1984年（昭和59年）11月 文部省教科書用図書検定調査審議会委員（教科用図書検定調査分科会）（1991年（平成3年）5月まで）[5]
- 1985年（昭和60年）4月 東洋音楽学会会員（現在に至る）[5]
- 1990年（平成2年）4月 日本声楽家協会理事（現在に至る）[5]
- 2003年（平成15年）5月 東京芸術大学音楽学部同声会会長（現在に至る）[5]
- 2007年（平成19年）4月 財団法人台東区芸術文化振興財団理事[5]

## 作曲作品
- 宗教法人 真福寺・みづえ保育園 園歌[14]

## 主なディスコグラフィー
- CD 高橋大海名唱集 2003/02/21 Son Tech[15]
- CD2枚組 ヘンデル: メサイア （全曲）指揮:高橋大海 大沼美恵子・伊原直子 ・小林大作・河野克典他 東京カンマーオーケストラ 合唱：初音会（高橋大海の芸大退官（2003年）を記念したコンサート）2003/9/25 ナミ・レコード
- CD2枚組 密教 阿字観瞑想 高橋大海（ナレーション）2003/3/26 ユニバーサル ミュージック クラシック

## 著作（楽譜）
- 子どもの歌260選 I 幼児教育科・保育科 幼稚園教員・保母 養成課程用 高橋大海（編集）、高橋博子（編集）1991/1/1 相川書房 ISBN 978-4750100548
- 子どもの歌260選 II 幼児教育科・保育科 幼稚園教員・保母養成課程用 高橋大海（編集）、高橋博子（編集）1991/1/1 相川書房 ISBN 978-4750100555
- 子どもの歌260選 III 幼児教育科・保育科 幼稚園教員・保母養成課程用 高橋大海（編集）、高橋博子（編集）1996/3/1 相川書房 ISBN 978-4750100562